# Paul Grice
Paul Grice, właśc. Herbert Paul Grice (ur. 13 marca 1913 w Birmingham, zm. 28 sierpnia 1988 w Berkeley w Kalifornii) – brytyjski filozof języka, autor fundamentalnych prac z zakresu pragmatyki (Studies in the Way of Words), wieloletni wykładowca na Uniwersytecie Kalifornijskim w Berkeley.
Grice wypracował m.in. zasady kooperacji uczestników konwersacji, w tym cztery szczegółowe reguły konwersacyjne, a także stworzył teorię implikatur.